# بازار جمعه فجیره

جمعه بازار به عربی ( سوق الجمعة )، بازاری است تاریخی بر سر راه اصلی ذَید به مسافی و فجیره.
این بازار در پنجاه سال گذشته بنیادگذاری شده‌است. این بازار بدست کشاورزان ومالکان باغ‌های درخت خرما وباغ‌های مرکبات که در مناطق وکوهستان‌های مسافی و فجیره و قدفع وروستاهای مجاور آن زندگی می‌کنند ساخته شده‌است. در آغاز امر یک بازاری کوچک به‌وسیلهٔ شاخه‌های درخت نخل خرما ساخته بودند و در آن محاصیل خرما و میوه جات در آن می‌فروخته‌اند؛ ولی به بازبینی روزهای و گسترش یافته‌است و در حال حاضر تمام منتوجات و کالاهای گوناگون وکمالیات من جمله: قالیچه، گل‌های زینتی، تُحَف (آنتیک)، منتوجات نخل خرما، میوه، ماهی شور (سَمَک مالح)، نغار، تفنگ بادی، خیزران، ظرف سفالی و کوزه‌گری در این منطقه رایج است، وبسیاری از چیزهای دیگر که مورد جلب نظر رهگذران و گردشگران قرار می‌گیرد در بازار هست.

## وجه تسمیه
وجه تسمیه این بازار به بازار آدینه از آنجاست که تنها در روزهای آدینه بازار بربا می‌شده‌است و در بقیه روزهای هفته تعطیل می‌شده‌است. بنابراین بازار آدینه نامگذاری کرده بوده‌اند؛ ولی هم‌اکنون به گونه شبانه‌روزی فعالیت دارد.

## اهمیت بازار جمعه
اهمیت این بازار از آنجاست که بازار آدینه در سر راه ارتباطی شهرها وروستاهای گوناگون منطقهٔ شرقی امارات متحده عربی قرار دارد و مناطقی که از راه این راه می‌گذرد عبارت‌اند از: ذَید، مسافی، «کلباء»، «فجیره»، «خور فکان»، «الطیبة»، «وادی عبادله»، «دُبا»، «الغرفه»، «عکامیه»، «الرأس»، «الکبوس»، «رول دبا»، «الفقیت»، «رول ضدنا»، «ضدنا، «عقه»، 
«شرم»، بدیه، و مسجد تاریخی آن که به « مسجد البدیة» سرشناس است، این راه در کناره دریای عرب دوباره به شهر فجیره منتهی می‌شود.

## موقعیت جمعه بازار
« بازار آدینه » در میان دو کوه بلند مسافی و وادی سیجی واقع شده‌است، این کوه‌ها در میان رشته کوه‌ها سر بفلک کشیدهٔ کوه حجر  قرار دارند این رشته کوه بطول تقریبی ۳۱۰ کیلومتر، وارتفاع ۲۰۰۰ تا ۲۵۰۰ متر از سطح دریا، این رشته‌کوه از رأس مسندم آغاز می‌شود ودر راستا امارت رأس‌الخیمه و فجیره و سلطنت عمان می‌گذرد و در نقطه‌ای بنام (الصعیر) به رشته کوه جیما می‌پیوندد. جایی است بسیار زیبا ودیدنی، مخصوصاً در فصل زمستان وبهار.